# Râul Valea Mică, Birtin
Râul Valea Mică este un curs de apă, afluent al râului Birtin. 

## Hărți
- Harta județului Hunedoara
- Harta munții Apuseni
- Harta munții Bihor